# Système électrique de Saint-Pierre-et-Miquelon
Saint-Pierre-et-Miquelon fait partie des zones insulaires non interconnectées au réseau électrique métropolitain français (ZNI) qui disposent d’une législation spécifique concernant la production et la distribution d’électricité. Étant électriquement isolées, les zones insulaires doivent produire elles-mêmes l’énergie qu’elles consomment. 
Saint-Pierre-et-Miquelon reste totalement dépendante des énergies fossiles.

## Historique
La première usine de production électrique de l’archipel est créée en 1898 à Saint-Pierre, avec une machine à vapeur. En 1905 est ajouté un moteur hydraulique, et en 1918 un moteur à gaz pauvre. Celui-ci est remplacé en 1928 par un moteur diesel qui sera exploité jusqu’en 1948.
À Miquelon, la production électrique n’a commencé qu’en 1950, et n’a été assuré 24 heures sur 24 qu’en 1963.
D’abord assurés par une compagnie privée, devenue en 1946 régie territoriale, la production et le réseau d’électricité sont nationalisés en 1977 et transférés à EDF.

## Moyens de production
Le parc de production de Saint-Pierre-et-Miquelon comprend :
Centrales Diesel :
- Centrale thermique Diesel EDF de Saint-Pierre : 21 MW. L’électricité consommée sur l’île de Saint-Pierre, où se concentre 90 % de la population de l’archipel, est produite par  une centrale comportant 6 moteurs diesel mis en service en 2015[3]..
- Installation thermique EDF de Miquelon : Diesel de 5,2 MW.

Centrales à énergies renouvelables :
- Miquelon : parc de 10 éoliennes (Quadran, anciennement Aérowatt - 600 kW), dont la production a été arrêtée en 2014 pour des raisons économiques[4].

## Production et consommation
La production est à la hauteur de la consommation, laquelle est stable dans une fourchette de 47 à 49 GWh par an.
La production est assurée à quasiment 100 % à partir d'hydrocarbures importés du Canada. La Programmation pluriannuelle de l'énergie de 2018 prévoit à long terme une autonomie énergétique de l'archipel